# هاريس رووي
هاريس رووي (بالإنجليزية: Harris Rowe)‏ هو محامي وسياسي أمريكي، ولد في 10 نوفمبر 1923، وتوفي في 8 سبتمبر 2013. حزبياً، نشط في الحزب الجمهوري. وقد انتخب عضو مجلس نواب إلينوي.